# Dubiaranea distracta
Dubiaranea distracta är en spindelart som beskrevs av Alfred Frank Millidge 1991. Dubiaranea distracta ingår i släktet Dubiaranea och familjen täckvävarspindlar.
Artens utbredningsområde är Colombia. Inga underarter finns listade i Catalogue of Life.